# Poszyna
Poszyna – osada w Polsce położona w województwie małopolskim, w powiecie wielickim, w gminie Kłaj. W latach 1975–1998 miejscowość administracyjnie należała do województwa krakowskiego.
W Poszynie znajduje się zachowawczy Ośrodek Hodowli Żubrów w Puszczy Niepołomickiej. Obecnie w hodowli jest ok. 16 żubrów. Hodowla jest ogrodzona i zamknięta i nie można jej zwiedzać. W pobliżu ogrodzenia wykonano podest do obserwacji terenu hodowli.
We wrześniu 1939 w pobliżu Poszyny batalion 156 Pułku Piechoty stoczył walkę z oddziałami niemieckimi, wskutek czego został całkowicie rozbity.